# 武庚
武庚（？—公元前1039年），史記中又稱作祿父，父親為紂王，後母為妲己，商代滅亡後，受封於殷地，周武王死後，聯合周朝宗室「三監」反抗周公旦，是為三監之亂，被周公東征打敗，史載有“武庚被殺”和“王子禄父北奔”兩種說法。

## 生平
武庚是商紂王的兒子。周武王灭商後，封武庚管理商朝原本的王畿殷（河南安陽），安抚殷商的遺民。
周武王為了防止武庚叛亂，又在朝歌（今河南淇縣）周圍分封自己三個弟弟霍叔於霍（今山西霍州）、管叔於管（今河南鄭州）、蔡叔於蔡（今河南上蔡），以監視武庚，是為三監。這一時期，武庚留居在紂宮（今淇縣城內西壇、三海地區）綿續殷朝香火。
在商朝滅亡後的第二年，周武王駕崩，繼位的周成王年幼，成王的叔叔周公旦代天子掌管國事。管叔和蔡叔對此事非常不滿意，四處散佈周公將要篡位的謠言，並和武庚一起叛亂，是為三監之亂。
周公和召公為保周朝社稷，「內弭父兄，外撫諸侯」、「成王命東征，伐朝歌叛」，周公以武力明清白，武庚兵敗被誅。周公又殺管叔、流放蔡叔、貶霍叔，將朝歌不願服從的殷商頑軍「殷頑」遷於洛邑管制。需要注意以上“歷史”均爲周人單方面說法，真實歷史則需要更多確證。

## 青銅器銘文記載
西周初期青銅器銘文中有對武庚的記載。周成王時期有青銅器大保簋，有學者指出，大保簋的銘文有「王伐錄子聽」。而張亞初解釋為「錄即武庚祿父。其子聽就是太子聽觚之太子聽。此銘講武庚祿父之子太子聽隨其父反叛周王朝。」殷瑋璋、曹淑琴則認為此銘「錄子」就是武庚祿父。
白國紅指出，大保簋為著名的梁山七器之一，其銘文有「王伐錄子 耳口（此字左耳右口，張亞初等釋為「聽」）」。而梁山七器中的另一器銘文有「王伐天子 耳口」，意指只有王子祿父堪當「天子 耳口」稱謂。周人對殷商保留天子名號的容忍，體現周人之優容政策。

## 武庚北奔
虽然《史记》《系年》等文献都认为武庚被周人诛杀，但《逸周书·作洛》中却有“王子禄父北奔”的说法。《尚書·大誥》中有周公東征後北方東方民族大遷徙的歷史，顧頡剛等歷史學家從《逸周書》中推斷武庚反周失敗後北奔，《史記》中記殷後有“北殷氏”，《左傳》中記周初燕和肅慎之間有殷人的“亳”，《呂行壺銘》中記周康王曾遣伯懋父北征，《陳璋壺銘》中記亳邦後屬於燕，《國語》和《書序》中記錄周王朝極拉攏肅慎。
通過眾多史料的對照，顧頡剛作出一假設：周武王封武庚於邶已在殷京畿北部，當周公東征取得了決定性的勝利，武庚逃奔到周人統治力所不及的地方燕之北、肅慎之南的一個地方，另建亳都，國號北殷，地點約在今的遼西一帶。周人對當時位於遼東半島的肅慎表示好意以共同對付北殷；延至周康王時，伯懋父北征，聯合了燕和肅慎夾攻北殷，北殷滅後加封給燕，所以燕的北境在西周初期已發展到東北。殷人隨武庚北移的很多，殷人繼續留居遼東和朝鮮半島的北部，成為當地的土著，在東北亞各族間發生了巨大的影響。

## 文學作品
在历史小说中，往往认为其幼時聰明好學，因此深受父親紂王賞識，對其非常關切厚愛，但被繼母妲己厭惡，對其非常刻薄冷酷，而且還常常排擠逼迫他，直到紂王自焚，妲己自縊後，商朝滅亡，周朝建立。
明代神怪小說《封神演義》裡，武庚僅在朝歌被周兵攻陷時被俘的橋段登場。

## 影視形象
| 电视剧作品   | 飾演演員 |
| 烈焰之武庚紀 | 任嘉倫   |
| 夢回朝歌     | 米热     |